# Prosoponoides kaharianus
Prosoponoides kaharianus är en spindelart som beskrevs av Alfred Frank Millidge och Anthony Russell-Smith 1992. Prosoponoides kaharianus ingår i släktet Prosoponoides och familjen täckvävarspindlar. Inga underarter finns listade i Catalogue of Life.